# Halecium vasiforme
Halecium vasiforme är en nässeldjursart som beskrevs av Charles McLean Fraser 1935. Halecium vasiforme ingår i släktet Halecium och familjen Haleciidae. Inga underarter finns listade i Catalogue of Life.